# Sebastian Kummer
Sebastian Kummer (* 20. Januar 1963 in Unna) ist ein deutscher Wirtschaftswissenschaftler. Er ist Vorstand des Instituts für Transportwirtschaft und Logistik an der Wirtschaftsuniversität Wien.

## Leben
Kummer studierte zwischen 1982 und 1984 Volkswirtschaftslehre und Philosophie an der Eberhard Karls Universität Tübingen und von 1984 bis 1987 Betriebswirtschaftslehre an der Universität zu Köln. Er promovierte an der WHU bei Jürgen Weber und arbeitete dort zwischen 1987 und 1996 als Wissenschaftlicher Hochschulassistent am Lehrstuhl für Controlling und Logistik. Seine Dissertation verfasste er zu dem Thema „Logistik im Mittelstand – Stand und Kontextfaktoren der Logistik in mittelständischen Unternehmen“. Von 1992 bis 1997 arbeitete er an seiner Habilitationsschrift an der WHU zum Thema „Umwelt und Unternehmenswert – Aufgaben und Instrumente eines werteorientierten Umweltmanagements“.
Zudem war er von 1989 bis 1993 zunächst als Prokurist, dann als Geschäftsführer der Zahnradfabrik Unna tätig.
Ab 1997 bekleidete er eine Professur für Betriebswirtschaftslehre, insbesondere Verkehrsbetriebslehre und Logistik an der Fakultät Verkehrswissenschaften „Friedrich List“ der TU Dresden. Im Jahr 2001 wurde er an die Wirtschaftsuniversität Wien berufen, wo er seitdem (auch) Vorstand des Instituts für Transportwirtschaft und Logistik ist. 2005 wurde von Kummer das Forschungsinstitut für Supply Chain Management gegründet, dessen Leitung er bis 2011 innehatte.
Er war und ist in zahlreichen Verbänden und Institutionen tätig, unter anderem als Präsident des Deutschen Schiedsgerichts Logistik, als Präsident des Europäischer Verband für Defence Public Private Partnership, sowie in zahlreichen Beiräten und Jurys, beispielsweise als Jury-Mitglied des Central Eastern European Logistics and Supply Chain Management Excellence Awards.

## Forschung
Als praxisorientierter Wissenschaftler führt Sebastian Kummer gemeinsam mit seinen Mitarbeitern zahlreiche wissenschaftliche Forschungsprojekte sowie praxisbezogene Beratungsprojekte in den Bereichen, Transportwirtschaft, Logistik und Supply Chain Management durch. Unter anderem leitete er die Entwicklung des Österreichischen Gesamtverkehrsplans, Bereich Logistik und half führenden europäischen Unternehmen bei der Optimierung ihrer Logistik und Transporte, z. B. Deutsche Bahn, Lenzing, Siemens, Westbahn, ÖBB, Österreichische Post und Red Bull.

## Aus- und Weiterbildung / Lehre
Kummer ist maßgeblich für die Programmentwicklung und Lehre in den Bereichen Transportwirtschaft, Logistik und Supply Chain Management an der Wirtschaftsuniversität Wien verantwortlich. Überdies ist er Akademischer Programmleiter des Universitätslehrgangs für Logistik und Supply Chain Management an der WU, bei dem er auch die Konzeptplanung übernahm. Sebastian Kummer war und ist außerdem Gastprofessor bzw. Dozent an Universitäten in China, Deutschland, Indonesien, Liechtenstein, Österreich, Philippinen, Russland, Schweiz, Türkei, Ukraine und Vietnam.
Von 2006 bis 2011 fungierte er als Direktor der europäischen Sektion des Forum Supply Chain Innovation der MIT und organisierte innerhalb dieser Kooperation mehrere Konferenzen.
Kummer wirkte an der Entwicklung folgender Ausbildungsmöglichkeiten mit:
- Ausbildung zum Logistikmanager, IHK Koblenz[13]
- Lehrgang universitären Charakters Logistikmanagement des WIFI[14]
- Professional MBA Mobility Management an der Wirtschaftsuniversität Wien in Kooperation mit der Porsche Holding[15]
- MBA Supply Chain Management an der ETH Zürich[16]
- Faculty Programm der Kühne Logistik Universität

Er unterrichtete außerdem in vielen Aus- und Weiterbildungsprogrammen von Seminaranbietern, unter anderem im Netlop-Seminar und MBA Logistics der Kühne Logistic University und bei Unternehmen wie DB, Schenker, OMV, ÖBB, Borealis und Red Bull.

## Publikationen
Sebastian Kummer ist Autor von zehn führenden Fachbüchern und mehr als 170 weiteren Veröffentlichungen. Die Ergebnisse der Forschungsarbeiten fließen in Ausbildung sowie in zahlreiche Vorträge und Weiterbildungsveranstaltungen ein.
In enger Zusammenarbeit mit der österreichischen Transportwirtschaft wurden von Kummer die „Kummertabellen“  für die Einführung der LKW-Maut 2003 in Österreich entwickelt. Es sind Tabellen zur Berechnung der Kosten LKW-Maut im Spediteursammelgut- und Teilladungsverkehr, die von zahlreichen Speditionen, Industrie- und Handelsbetriebe verwendet werden. Aufgrund des großen Erfolgs wurde die Systematik auch in Deutschland, Schweiz, Polen, Belgien, Frankreich, Tschechische Republik, Slowakei, Ungarn, Slowenien angewendet und Tabellen für diese Länder entwickelt. Die Tabellen werden jährlich aktualisiert.

### Monographien und Sammelbänder
- Supply Chain Resilience: Insights from Theory and Practice. Kummer, S., Wakolbinger, T., Novoszel, L. & Geske, A. M. (Hrsg.). Cham: Springer, S. 199–214 (Springer Series in Supply Chain Management; Band 17).[20]
- Grundzüge der Beschaffung, Produktion und Logistik. 4. Auflage. Hallbergmoos: Pearson Studium. Kummer S., Jammernegg, W., Grün, O. 2019.[21]
- Grundzüge der Beschaffung, Produktion und Logistik, das Übungsbuch, Kummer, S., Grün, O. & Jammernegg, W., 2019, 3. Aufl. Hallbergmoos: Pearson.[22]
- Einführung in die Verkehrswirtschaft, Kummer, S., Badura, F., Einbock, M., Nagl, P. & Probst, G., 1. Juli 2010, 2. Aufl. Wien: WU Universitätsverlag/Facultas. 418 S.[23]
- Internationales Transport- und Logistikmanagement, Kummer, S., Schramm, H-J. & Sudy, I., 2010, 2. Auflage Aufl. Wien: UTB.[24]
- RFID in der Logistik, Handbuch für die Praxis, Kummer, S., Einbock, M. & Westerheide, C., 1. März 2005, Wien: Bohmannverlag.[25]
- Strategien und Markteintrittsbarrieren in europäischen Luftverkehrsmärkten: Theorie und neue empirische Befunde, Kummer, S. & Schnell, M., 1. Mai 2001, Bergisch Gladbach: DVWG.[26]
- Logistik für den Mittelstand, Leitfaden für das Logistikmanagement, Kummer, S., 1. Mai 1998, 3. Aufl., München: Hussverlag.[27]
- Logistikmanagement – Führungsaufgaben zur Umsetzung des Flußprinzips im Unternehmen, Kummer, S. & Weber, J., 1. Mai 1998, 2. Aufl. Stuttgart: Poeschl Verlag.[28]
- Einführen der Logistik im Unternehmen. eine spannende Anleitung zum programmierten Erfolg, Kummer, S., Weber, J. & Weise, F., 1. Mai 1993, Stuttgart: Poeschl Verlag.[29]
- Logistik im Mittelstand. Stand und Kontextfaktoren der Logistik im Mittelstand, Kummer, S., 1. Mai 1992, Stuttgart: Poeschl Verlag.[2]
- mit Gerhard Gürtlich, Brigitta Riebesmeier und Elmar Fürst (Hrsg.): Gesamtverkehrsplanung und Infrastrukturplanung. Grundfragen – Methoden – Umsetzung. Linde, Wien 2007, ISBN 978-3-7073-0912-6.
- Mit Kummer ohne Sorgen, Brambusch, J. & Kummer, S., 2020, Kas, Wien.[30]

### Buchbeiträge und Artikel (Auswahl)
- Revisiting the bullwhip effect: how can AI smoothen the bullwhip phenomenon?, Weisz, E., Herold, D. M. & Kummer, S., Jan. 2023, In: International Journal of Logistics Management.[31]
- Comparing outsourcing-outlook of manufacturing firms and logistics service providers in India and DACH countries, Kummer, S., Munim, Z. H., Schramm, H-J. & Maditati, D. R., Jan. 2022, In: Journal of Global Operations and Strategic Sourcing.[32]
- Delphi Study on Supply Chain Resilience, Novoszel, L., Geske, A. M., Kummer, S. & Wakolbinger, T., 2022, In: Supply Chain Resilience: Insights from Theory and Practice[33]
- COVID-19 and the pursuit of supply chain resilience: reactions and “lessons learned” from logistics service providers (LSPs), Herold, D. M., Nowicka, K., Pluta-Zaremba, A. & Kummer, S., 2021, in: Supply Chain Management: An International Journal.[34]
- The Antecedents, Consequences, and Mediating Role of Workload among Chinese Courier Drivers, Wen, H., Sun, H., Kummer, S., Farr-Wharton, B. & Herold, D. M., 2021, in: Sustainability.[35]
- The impact of courier-, express- and parcel (CEP) service providers on urban road traffic: The case of Vienna, Kummer, S., Hribernik, M., Herold, D. M., Mikl, J., Dobrovnik, M. & Schönfelder, S., 2021, in: Transportation Research Interdisciplinary Perspectives.[36]
- Scope of Using Autonomous Trucks and Lorries for Parcel Deliveries in Urban Settings, Kassai, E. T., Azmat, M. & Kummer, S., 2020, in: Logistics.[37]
- The impact of digital logistics start-ups on incumbent firms: a business model perspective, Mikl, J., Herold, D. M., Ćwiklicki, M. & Kummer, S., 2020, in: International Journal of Logistics Management.[38]
- Future Outlook of Highway Operations with Implementation of Innovative Technologies Like AV, CV, IoT and Big Data, Azmat, M., Kummer, S., T. Moura, L., Di Gennaro, F. & Moser, R., 2019, in: Logistics.[39]
- Identification and prioritization of critical success factors in faith-based and non-faith-based organizations’ humanitarian supply chain, Azmat, M., Atif, M. & Kummer, S., 2019, in: Journal of International Humanitarian Action.[40]
- Identifying Carbon Reduction Potentials in Road Transportation: Creating a Carbon-Tracking Tool for Small and Medium Enterprises (SMEs), Groschopf, W., Fürst, E. W., Kummer, S. & Herold, D. M., 2019, in: Environmental and Climate Technologies.[41]
- Sport logistics research: reviewing and line marking of a new field, Herold, D. M., Breitbarth, T., Schulenkorf, N. & Kummer, S., 2019, in: International Journal of Logistics Management.[42]
- Blockchain for and in Logistics: What to Adopt and Where to Start, Dobrovnik, M., Herold, D. M., Fürst, E. W. & Kummer, S., 2018, in: Logistics.[43]
- Supply Chain risk assessment: a content analysis-based literature review, Tran, T. H., Kummer, S. & Dobrovnik, M., 2018, in: International Journal of Logistics Systems and Management.[44]
- Automatische Spurwechseltechnologie im eurasischen Schienengüterverkehr, Kummer, S., Dobrovnik, M., Schramm, H-J. & Pisarevsky, G., 1 Sep. 2014, in: Internationales Verkehrswesen.[45]
- Flagging out in road freight transport: a strategy to reduce corporate costs in a competitive environment: Results from a longitudinal study in Austria, Kummer, S., Fürst, E. W. & Dieplinger, M., 1. Feb. 2014, in: Journal of Transport Geography.[46]
- Mobilität und Mündigkeit, Kummer, S., 1. März 2012, Kirche und Eisenbahn, Weg-Wahrheit-Leben. Christoph Schönborn, Gerhard H. Gürtlich (Hrsg.). Wien: Holzhausen, S. 75–85[47]

### Sonstige wissenschaftliche Artikel und Forschungsberichte
(Quelle: )
- Moderne Urbane Mobilität 2030+: die Metro – Unsere Schnellbahn für den Grossraum Graz, Fallast, K., Fellendorf, M., Hofer, K., Veit, P., Schubert, W., Kummer, S. & Lichtenegger, M., 25. März 2021, Graz: MUM 2030+. 304 S.[48]
- Citylogistik Wien: Der Einfluss von Paketdienstleistern auf den Gesamtverkehr, Kummer, S., Dobrovnik, M., Herold, D. M., Hribernik, M. & Mikl, J., 2019, Wien.[49]
- Quantitative Analyse der Kabotage in Österreich, Kummer, S., Schramm, H-J., Hribernik, M. & Casera, J., 2016, Wien.[50]
- Unfallkostenrechnung Straße 2012, Kummer, S., Riebesmeier, B., Sedlacek, N., Herry, M., Schwaighofer, P. & Pumberger, A., 1. Juli 2012, Wien.[51]
- Ist eine Mineralölsteuererhöhung zur Budgetsanierung geeignet? – Analyse MÖSt-Erhöhungen im Jahre 2011, Kummer, S., Schramm, H-J., Dieplinger, M. & Lenzbauer, S., 2012, Wien.[52]
- Auswirkungen einer Breitspur-Anbindung des Twin-City Raumes Wien-Bratislava aus Sicht der Verkehrswirtschaft und Logistik. Studie, Kummer S., Stranner G., Nagl P., 2008.[53]
- Zur Effizienz von Schieneninfrastrukturbauvorhaben am Beispiel des Brenner-Basistunnels. Die Zukunft der Schiene mit Milliardeninvestitionen verbaut?, Kummer S. Nagl, P. & Schlaak, J-P., 2006.[54]
- Gutachten über die Tabellen – Berechnung der österreichischen LKW-Maut für Sammelgutverkehr (Kosten), Kummer S.,2003, In: Fernverkehr.[55]
- Verkehrssicherheitsrechnung Schiene. Auftraggeber: BMVIT, Kummer, S., Riebesmeier, B. & Schneeberger, D., 2003, Wien.[56]

## Auszeichnungen
- Emerald Literati Network, Outstanding Paper Award 2022, für den Artikel: COVID-19 and the pursuit of supply chain resilience: Reactions and lessons learned from logistics service providers[57]
- Red Arrow 2022, Infrastrukturpreis der Future Business Austria[58]
- Silberne Ehrennadel der Bundesvereinigung Logistik Österreich, 2017[59]
- Ehrenmitgliedschaft Österreichische Verkehrswissenschaftliche Gesellschaft, 2017[59]
- Emerald Literati Network-2013 Awards for Excellence[59]
- Auszeichnung für Exzellente Lehre 2013 der WU Wien[60]
- Alexander Freud Medaille, 2007[59]

## Privates
In der Öffentlichkeit wurde er bekannt, weil er aufgrund der Beschränkungen infolge der COVID-19-Pandemie mit seinem Segelboot in der Ägäis strandete.
In seiner Freizeit besegelt er mit Familie und Freunden die Weltmeere, früher nahm er auch an diversen deutschen Meisterschaften und der WM 1980 in der Bootsklasse Laser teil. Zudem zählt Reisen in zahlreiche Länder seit Jahrzehnten zu seinen Hobbys.

## Belege
1. ↑  Kummer, Sebastian. In: Kürschners Deutscher Gelehrten-Kalender Online. degruyter.com, abgerufen am 10. Mai 2020 (Begründet von Joseph Kürschner, ständig aktualisierte zugangsbeschränkte Onlineausgabe).
2. 1 2  Sebastian Kummer: Logistik im Mittelstand: Stand und Kontextfaktoren der Logistik in mittelständischen Unternehmen (= Schriftenreihe der Wissenschaftlichen Hochschule für Unternehmensführung Koblenz Forschung. Nr. 10). Schäffer-Poeschel, Stuttgart 1992, ISBN 3-7910-0672-X.
3. 1 2 3 4  Prof. Sebastian Kummer. In: Wirtschaftsuniversität Wien. Abgerufen am 29. April 2020.
4. 1 2 3 4  PSO: Status und Erfahrungsberichte. Abgerufen am 30. Oktober 2023.
5. 1 2  WU Wien: Sebastian Kummer - Wirtschaftsuniversität Wien. WU Wien, abgerufen am 30. Oktober 2023.
6. ↑  Wirtschaftsuniversität Wien - Prof. Kummer. Abgerufen am 30. Oktober 2023.
7. ↑  Deutsches Schiedsgericht Logistik e.V. Abgerufen am 30. Oktober 2023.
8. ↑  EXCELLENCE AWARD - TRANSLOG Connect. Abgerufen am 30. Oktober 2023.
9. ↑  WKÖ-Klacska zum Gesamtverkehrsplan: Von der konsensualen Zielsetzung rasch mit gebündelter Kraft zur Umsetzung kommen. Abgerufen am 30. Oktober 2023.
10. ↑  ZTL Transport- und Logistik Schulungs- und Beratungs GmbH - Startseite. Abgerufen am 30. Oktober 2023.
11. ↑  Universitätslehrgang Logistik & Supply Chain Management. 9. August 2023, abgerufen am 30. Oktober 2023.
12. ↑  MIT Forums Supply Chain Innovation (Externe Organisation). Abgerufen am 30. Oktober 2023.
13. ↑  Logistiker/-in (IHK) - Kurs - IHK Akademie Koblenz. Abgerufen am 30. Oktober 2023 (deutsch).
14. ↑  2321 Diplomlehrgang Logistik- und Supply Chain Management | WIFI OÖ. Abgerufen am 30. Oktober 2023.
15. ↑  MBA Mobility Management - WU Executive Academy. Abgerufen am 30. Oktober 2023.
16. ↑  Executive MBA ETH SCM. Abgerufen am 30. Oktober 2023 (englisch).
17. ↑  Kühne Logistics University: External Lecturers. Abgerufen am 30. Oktober 2023 (englisch).
18. ↑  Markus Bauer: Kummertabellen: ZTL überarbeitet Mautkostentabelle. 23. Dezember 2014, abgerufen am 30. Oktober 2023.
19. ↑  WU (Wirtschaftsuniversität Wien). Abgerufen am 30. Oktober 2023.
20. ↑  Supply Chain Resilience: Insights from Theory and Practice (= Springer Series in Supply Chain Management. Band 17). Springer International Publishing, Cham 2022, ISBN 978-3-03095400-0, doi:10.1007/978-3-030-95401-7 (springer.com [abgerufen am 30. Oktober 2023]).
21. ↑  Oskar Grün, Werner Jammernegg: Grundzüge der Beschaffung, Produktion und Logistik (= wi wirtschaft. Nr. 4287). 4., aktualisierte  Auflage. Pearson, Hallbergmoos 2019, ISBN 978-3-86894-287-3.
22. ↑  Oskar Grün, Werner Jammernegg: Grundzüge der Beschaffung, Produktion und Logistik: das Übungsbuch. 3., aktualisierte  Auflage. Pearson, Hallbergmoos 2019, ISBN 978-3-86894-288-0.
23. ↑  Sebastian Kummer: Einführung in die Verkehrswirtschaft. 2. Auflage. utb GmbH, Stuttgart, Deutschland 2010, ISBN 978-3-8385-8336-5, doi:10.36198/9783838583365 (utb.de [abgerufen am 30. Oktober 2023]).
24. ↑  Sebastian Kummer, Hans-Joachim Schramm, Irene Sudy: Internationales Transport- und Logistikmanagement. 2. Auflage. utb GmbH, Stuttgart, Deutschland 2009, ISBN 978-3-8385-8335-8, doi:10.36198/9783838583358 (utb.de [abgerufen am 30. Oktober 2023]).
25. ↑  Sebastian Kummer, Markus Einbock, Christian Westerheide: RFID in der Logistik: Handbuch für die Praxis. Bohmann, Wien 2005, ISBN 3-901983-59-7.
26. ↑  Sebastian Kummer, Mirko Schnell: Strategien und Markteintrittsbarrieren in europäischen Luftverkehrsmärkten: Theorie und neue empirische Befunde (= Schriftenreihe der Deutschen Verkehrswissenschaftlichen Gesellschaft e.V., DVWG Reihe D, Vorträge. Nr. 70). Als Ms. gedr Auflage. DVWG, Bergisch Gladbach 2001, ISBN 3-933392-98-5.
27. ↑  Sebastian Kummer: Logistik für den Mittelstand: Leitfaden für das Logistikmanagement in mittelständischen Unternehmen (= Schriftenreihe der Bundesvereinigung Logistik e.V. Nr. 29). 2. überarb. Ausg. Auflage. Huss, München 1995, ISBN 3-921455-93-6.
28. ↑  J. Weber, Sebastian Kummer: Logistikmanagement. 2., aktualisierte und erw. Aufl (= Sammlung Poeschel. Nr. 141). Schäffer-Poeschel, Stuttgart 1998, ISBN 3-7910-9214-6.
29. ↑  Jürgen Weber, Frank J. Weise, Sebastian Kummer, Frank-Jürgen Weise: Einführen von Logistik: eine spannende Anleitung zum programmierten Erfolg. Schäffer-Poeschel, Stuttgart 1993, ISBN 3-7910-0778-5.
30. ↑  Jens Brambusch, Sebastian Kummer: Mit Kummer ohne Sorgen: Als Corona kommt, geht die Crew. Alle Grenzen sind dicht. Die Odyssee beginnt. 1. Ausgabe Auflage. Amazon, Great Britain 2020, ISBN 979-86-6747318-3.
31. ↑  Eric Weisz, David M. Herold, Sebastian Kummer: Revisiting the bullwhip effect: how can AI smoothen the bullwhip phenomenon? In: The International Journal of Logistics Management. Band 34, Nr. 7, 2. Januar 2023, ISSN 0957-4093, S. 98–120, doi:10.1108/IJLM-02-2022-0078 (emerald.com [abgerufen am 30. Oktober 2023]).
32. ↑  Dhanavanth Reddy Maditati, Sebastian Kummer, Ziaul Haque Munim, Hans-Joachim Schramm: Comparing outsourcing-outlook of manufacturing firms and logistics service providers in India and DACH countries. In: Journal of Global Operations and Strategic Sourcing. Band 16, Nr. 1, 7. März 2023, ISSN 2398-5364, S. 24–46, doi:10.1108/JGOSS-01-2021-0009 (emerald.com [abgerufen am 30. Oktober 2023]).
33. ↑  Lydia Novoszel, Alexander M. Geske, Sebastian Kummer, Tina Wakolbinger: Delphi Study on Supply Chain Resilience. In: Supply Chain Resilience. Band 17. Springer International Publishing, Cham 2022, ISBN 978-3-03095400-0, S. 199–214, doi:10.1007/978-3-030-95401-7_17 (springer.com [abgerufen am 30. Oktober 2023]).
34. ↑  David M. Herold, Katarzyna Nowicka, Aneta Pluta-Zaremba, Sebastian Kummer: COVID-19 and the pursuit of supply chain resilience: reactions and “lessons learned” from logistics service providers (LSPs). In: Supply Chain Management: An International Journal. Band 26, Nr. 6, 6. September 2021, ISSN 1359-8546, S. 702–714, doi:10.1108/SCM-09-2020-0439 (emerald.com [abgerufen am 30. Oktober 2023]).
35. ↑  Haitao Wen, Hongduo Sun, Sebastian Kummer, Ben Farr-Wharton, David M. Herold: The Antecedents, Consequences, and Mediating Role of Workload among Chinese Courier Drivers. In: Sustainability. Band 13, Nr. 24, 19. Dezember 2021, ISSN 2071-1050, S. 14015, doi:10.3390/su132414015 (mdpi.com [abgerufen am 30. Oktober 2023]).
36. ↑  Sebastian Kummer, Marko Hribernik, David M. Herold, Jasmin Mikl, Mario Dobrovnik, Stefan Schoenfelder: The impact of courier-, express- and parcel (CEP) service providers on urban road traffic: The case of Vienna. In: Transportation Research Interdisciplinary Perspectives. Band 9, März 2021, S. 100278, doi:10.1016/j.trip.2020.100278 (elsevier.com [abgerufen am 30. Oktober 2023]).
37. ↑  Evelyne Tina Kassai, Muhammad Azmat, Sebastian Kummer: Scope of Using Autonomous Trucks and Lorries for Parcel Deliveries in Urban Settings. In: Logistics. Band 4, Nr. 3, 7. August 2020, ISSN 2305-6290, S. 17, doi:10.3390/logistics4030017 (mdpi.com [abgerufen am 30. Oktober 2023]).
38. ↑  Jasmin Mikl, David M. Herold, Marek Ćwiklicki, Sebastian Kummer: The impact of digital logistics start-ups on incumbent firms : a business model perspective. In: The International Journal of Logistics Management. Band 32, Nr. 4, 15. Oktober 2021, ISSN 0957-4093, S. 1461–1480, doi:10.1108/IJLM-04-2020-0155 (emerald.com [abgerufen am 30. Oktober 2023]).
39. ↑  Muhammad Azmat, Sebastian Kummer, Lara Trigueiro Moura, Federico Di Gennaro, Rene Moser: Future Outlook of Highway Operations with Implementation of Innovative Technologies Like AV, CV, IoT and Big Data. In: Logistics. Band 3, Nr. 2, 19. Juni 2019, ISSN 2305-6290, S. 15, doi:10.3390/logistics3020015 (mdpi.com [abgerufen am 30. Oktober 2023]).
40. ↑  Muhammad Azmat, Muhammad Atif, Sebastian Kummer: Identification and prioritization of critical success factors in faith-based and non-faith-based organizations’ humanitarian supply chain. In: Journal of International Humanitarian Action. Band 4, Nr. 1, Dezember 2019, ISSN 2364-3412, doi:10.1186/s41018-019-0067-6 (springeropen.com [abgerufen am 30. Oktober 2023]).
41. ↑  Wolfram Groschopf, Elmar Fuerst, Sebastian Kummer, David Herold: Identifying Carbon Reduction Potentials in Road Transportation: Creating a Carbon-Tracking Tool for Small and Medium Enterprises (SMEs). In: Environmental and Climate Technologies. Band 23, Nr. 1, 1. Januar 2019, ISSN 2255-8837, S. 98–110, doi:10.2478/rtuect-2019-0007 (sciendo.com [abgerufen am 30. Oktober 2023]).
42. ↑  David M. Herold, Tim Breitbarth, Nico Schulenkorf, Sebastian Kummer: Sport logistics research: reviewing and line marking of a new field. In: The International Journal of Logistics Management. Band 31, Nr. 2, 8. Oktober 2019, ISSN 0957-4093, S. 357–379, doi:10.1108/IJLM-02-2019-0066 (emerald.com [abgerufen am 30. Oktober 2023]).
43. ↑  Mario Dobrovnik, David Herold, Elmar Fürst, Sebastian Kummer: Blockchain for and in Logistics: What to Adopt and Where to Start. In: Logistics. Band 2, Nr. 3, 3. September 2018, ISSN 2305-6290, S. 18, doi:10.3390/logistics2030018 (mdpi.com [abgerufen am 30. Oktober 2023]).
44. ↑  Thi Huong Tran, Mario Dobrovnik, Sebastian Kummer: Supply chain risk assessment: a content analysis-based literature review. In: International Journal of Logistics Systems and Management. Band 31, Nr. 4, 2018, ISSN 1742-7967, S. 562, doi:10.1504/IJLSM.2018.096088 (inderscience.com [abgerufen am 30. Oktober 2023]).
45. ↑  Sebastian Kummer, Mario Dobrovnik, Hans-Joachim Schramm, Gennady Pisarevsky: Automatische Spurwechseltechnologie im eurasischen Schienengüterverkehr. In: Internationales Verkehrswesen. Band 66, Nr. 4, 1. September 2014, S. 76–79 (wu.ac.at [abgerufen am 30. Oktober 2023]).
46. ↑  Sebastian Kummer, Maria Dieplinger, Elmar Fürst: Flagging out in road freight transport: a strategy to reduce corporate costs in a competitive environment. In: Journal of Transport Geography. Band 36, April 2014, S. 141–150, doi:10.1016/j.jtrangeo.2014.03.006 (elsevier.com [abgerufen am 30. Oktober 2023]).
47. ↑  Kirche und Eisenbahn: Weg - Wahrheit - Leben. 2. erweiterte  Auflage. Verlag Holzhausen GmbH, Wien 2016, ISBN 978-3-902976-70-3.
48. ↑  Kurt Fallast, Martin Fellendorf, Karl Hofer, Peter Veit, Wulf Schubert, Sebastian Kummer, Michael Lichtenegger: Moderne Urbane Mobilität 2030+: Die Metro - Unsere Schnellbahn für den Grossraum Graz. Projektgesellschaft MUM 2030+, Graz 25. März 2021 (elsevierpure.com [abgerufen am 30. Oktober 2023]).
49. ↑  Sebastian Kummer, Mario Dobrovnik, David Martin Herold, Marko Hribernik, Jasmin Mikl: Citylogistik Wien: Der Einfluss von Paketdienstleistern auf den Gesamtverkehr. Endbericht der Studie. 2019 (wu.ac.at [abgerufen am 30. Oktober 2023]).
50. ↑  Sebastian Kummer, Hans-Joachim Schramm, Marko Hribernik, Johannes Casera: Quantitative Analyse der Kabotage in Österreich. Wien 2016 (wu.ac.at [abgerufen am 30. Oktober 2023]).
51. ↑  Unfallkostenrechnung Straße 2012. Abgerufen am 30. Oktober 2023.
52. ↑  Mineralölsteuererhöhung bringt Defizit: Finanzminister verliert 452 Millionen Euro. Abgerufen am 30. Oktober 2023.
53. ↑  Sebastian Kummer, Philipp Nagl, Gudrun Stranner: Effects of a broad gauge connection to the Twin-City region Vienna/Bratislava from the viewpoint of transport economics and logistics. Vienna 2008 (wu.ac.at [abgerufen am 30. Oktober 2023]).
54. ↑  Sebastian Kummer, Philipp Nagl, Jan-Philipp Schlaak: Zur Effizienz von Schieneninfrastrukturbau-vorhaben am Beispiel des Brenner-Basistunnels.Die Zukunft der Schiene mit Milliardeninvestitionen verbaut? 2006 (wu.ac.at [abgerufen am 30. Oktober 2023]).
55. ↑  Sebastian Kummer: Gutachten über die Tabellen - Berechnung der österreichischen LKW-Maut für Sammelgutverkehr (Kosten). In: Fernverkehr. Band 2003, 2003, S. 10–11 (wu.ac.at [abgerufen am 30. Oktober 2023]).
56. ↑  Sebastian Kummer, Brigitta Riebesmeier, Doris Schneeberger: Verkehrssicherheitsrechnung Schiene. Auftraggeber: BMVIT. Wien 2003 (wu.ac.at [abgerufen am 30. Oktober 2023]).
57. ↑  Supply Chain Management: An International Journal - Literati Award Winners 2022 | Emerald Publishing. Abgerufen am 30. Oktober 2023 (englisch).
58. ↑  Rückblick - Future Business Austria 2022. Abgerufen am 30. Oktober 2023 (deutsch).
59. 1 2 3 4  WU (Wirtschaftsuniversität Wien) - Auszeichnungen und Preise. Abgerufen am 30. Oktober 2023.
60. ↑  WU (Wirtschaftsuniversität Wien). Abgerufen am 30. Oktober 2023.
61. ↑  WU-Professor darf in keinem Hafen anlegen. In: ORF.at. 28. März 2020, abgerufen am 30. April 2020.
62. ↑  Verband Verkehrswirtschaft und Logistik Nordrhein-Westfalen e.V: Professor Sebastian Kummer berichtet beim "Nikolaustreffen" von seiner Segel-Odyssee und über Management-Strategien. Abgerufen am 30. Oktober 2023 (englisch).

| Personendaten    | Personendaten                        |
| ---------------- | ------------------------------------ |
| NAME             | Kummer, Sebastian                    |
| KURZBESCHREIBUNG | deutscher Wirtschaftswissenschaftler |
| GEBURTSDATUM     | 20. Januar 1963                      |
| GEBURTSORT       | Unna                                 |